# Luiz Calainho
Luiz André Buono Calainho (Zurique, Suíça) é um empresário, produtor cultural e executivo brasileiro, com atuação no setor da economia criativa. Foi vice-presidente da Sony Music Entertainment até 2000, ano em que fundou a L21 Corp, holding brasileira com investimentos em arte, cultura, mídia e entretenimento. Radicado no Rio de Janeiro desde a infância, Calainho foi descrito pela revista Veja Rio como uma das lideranças influentes na profissionalização da indústria criativa no Brasil. Em 2017, recebeu a Ordem do Mérito Cultural, no grau de Comendador.

## Biografia
Bisneto de italianos e filho de uma psicóloga e de um piloto de avião, Calainho nasceu na Suíça, onde sua família morava. Seu pai atuava na companhia aérea Swissair. Aos 3 anos, mudou-se com os pais para o Brasil, no bairro de Ipanema, Rio de Janeiro. Aos 12 anos, iniciou seu primeiro negócio: uma equipe de som para festas escolares.
Formado em Comunicação, trabalhou no marketing da Brahma antes de ingressar na Sony Music em 1990, onde atuou por uma década, participando do lançamento de artistas como Daniela Mercury, Zezé Di Camargo & Luciano e Shakira. Também trabalhou com nomes consagrados como Roberto Carlos, Djavan e Martinho da Vila.

## L21 Corp
Fundada por Calainho em 2000, a L21 Corp é uma holding que atua nas áreas de arte, mídia e entretenimento. A empresa abriga 17 unidades de negócio que operam em segmentos como teatro musical, música ao vivo, festivais, mídia, naming rights, conferências e conteúdo multiplataforma.
- Blue Note Brasil: casas de show no Rio de Janeiro e em São Paulo, com foco em jazz e música instrumental.
- Aventura: maior produtora de teatro musical do país, com mais de 50 produções, como Elis – A Musical, A Noviça Rebelde, Ayrton Senna – O Musical, Hair e outros.
- TIM Music Noites Cariocas: festival musical mais longevo do Brasil, criado por Nelson Motta em 1980.
- SIM São Paulo: maior conferência de música e inovação da América Latina.
- Musickeria: gravadora e produtora que desenvolve artistas e campanhas musicais para marcas como Banco do Brasil e Visa.
- Portal Vírgula: site de cultura pop e música.
- MIX Rio FM e Nova Paradiso FM: rádios populares na capital fluminense.
- Suba MSK: parceria com a agência Suba para influência digital.

Através do Grupo L21, seus projetos receberam mais de 30 prêmios nacionais e internacionais, incluindo Prêmio Shell, Prêmio APCA, Prêmio Bibi Ferreira, Prêmio Cesgranrio e indicação ao Prêmio Caboré.

## Espaços culturais
Calainho também é sócio e gestor de seis instituições culturais:
- Teatro Riachuelo (RJ)
- Teatro Adolpho Bloch (RJ)
- EcoVilla Ri Happy (RJ)
- Arena B3 (SP)
- BTG Pactual Hall (SP)
- Teatro Eva Herz (SP)

## Reconhecimento
- 2017: Ordem do Mérito Cultural, grau Comendador.[4]
- 2022: Incluído no Hall da Fama do Marketing pela Abramark.[5]
- 2019: Homenageado pelo Governo do Estado de São Paulo.[6]
- 2013: Top 10 Profissionais de Marketing, pelo jornal Meio & Mensagem.[7]
- 2011: Carioca do Ano, pela revista Veja Rio.[8]

## Compromisso social e sustentabilidade
Através da L21 Corp e suas práticas de ESG, com foco em diversidade, sustentabilidade e impacto social, Calainho contribui para a administração de seis teatros com naming rights e desenvolve projetos culturais voltados à preservação e valorização do patrimônio brasileiro, como o Sambabook, a Companhia de Ballet Dalal Achcar, Teatro Riachuelo (RJ), Teatro Adolpho Bloch (RJ), e BTG Pactual Hall (SP).

## Vida pessoal
Calainho é adepto da meditação transcendental e defensor de práticas saudáveis e holísticas. Em 2013, publicou sua autobiografia Reinventando a Si Mesmo – Uma Provocação Autobiográfica (Editora Agir), na qual compartilha sua trajetória e visão sobre criatividade, reinvenção e liderança.